# Thionia crucifera
Thionia crucifera är en insektsart som beskrevs av Metcalf 1938. Thionia crucifera ingår i släktet Thionia och familjen sköldstritar. Inga underarter finns listade i Catalogue of Life.